# Walter Romberg (Politiker)

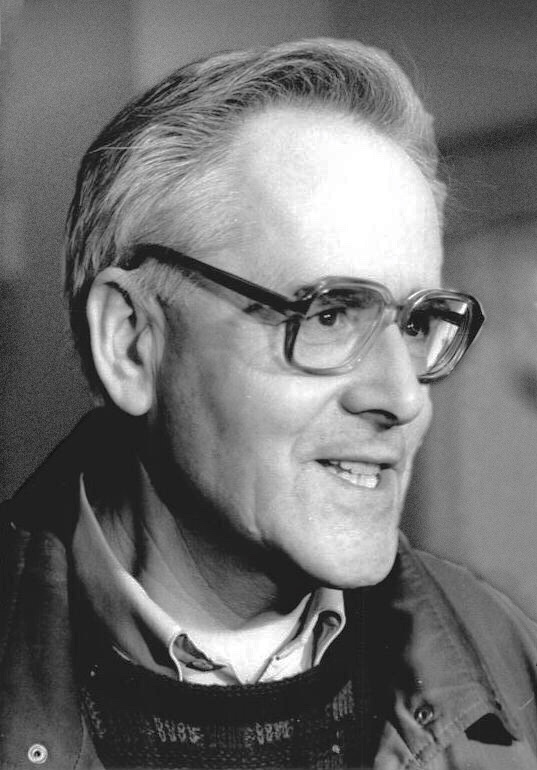
Walter Romberg (1990)

Walter Romberg (* 27. Dezember 1928 in Schwerin; † 23. Mai 2014 in Teltow) war ein deutscher Mathematiker und Politiker (SPD). Er war 1990 Minister ohne Geschäftsbereich im „Kabinett der Verantwortung“ unter Ministerpräsident Hans Modrow und Minister der Finanzen der DDR im Kabinett von Lothar de Maizière.

## Leben
Walter Romberg wurde als ältestes Kind des Sparkassenangestellten Friedrich Wilhelm Romberg und dessen Frau Paula, geb. Marxen, geboren.
Nach dem Abitur absolvierte er ab 1947 ein Studium der Physik und Mathematik an der Universität Rostock und der Humboldt-Universität zu Berlin, welches er 1954 als Diplom-Mathematiker und mit der Promotion zum Dr. rer. nat. beendete. Er war danach als wissenschaftlicher Mitarbeiter am Institut für Reine Mathematik der Akademie der Wissenschaften der DDR tätig. Von 1965 bis 1978 war er hier Chefredakteur des Zentralblattes für Mathematik und leitete dann bis 1990 die Abteilung Wissenschaftliche Information, Edition und Bibliothek.
Ab 1960 war Romberg in der kirchlichen Laienarbeit aktiv und ab 1976 arbeitete er im Referat Friedensfragen der Theologischen Studienabteilung beim Bund der Evangelischen Kirchen in der DDR auf den Gebieten Friedensforschung, Sicherheitspolitik und Abrüstung. Er war außerdem Mitglied der Christlichen Friedenskonferenz (CFK). 1988/89 arbeitete Walter Romberg bei der „Ökumenischen Versammlung für Gerechtigkeit, Frieden und Bewahrung der Schöpfung“ in der DDR als Berater der Arbeitsgruppe „Der Übergang von einem System der Abschreckung zu einem System der politischen Friedenssicherung“.
Im Oktober 1989 trat er im Zuge der Wende der Sozialdemokratischen Partei der DDR bei, die sich 1990 mit der bundesdeutschen SPD vereinigte, und wurde Mitglied ihrer Grundsatzkommission.

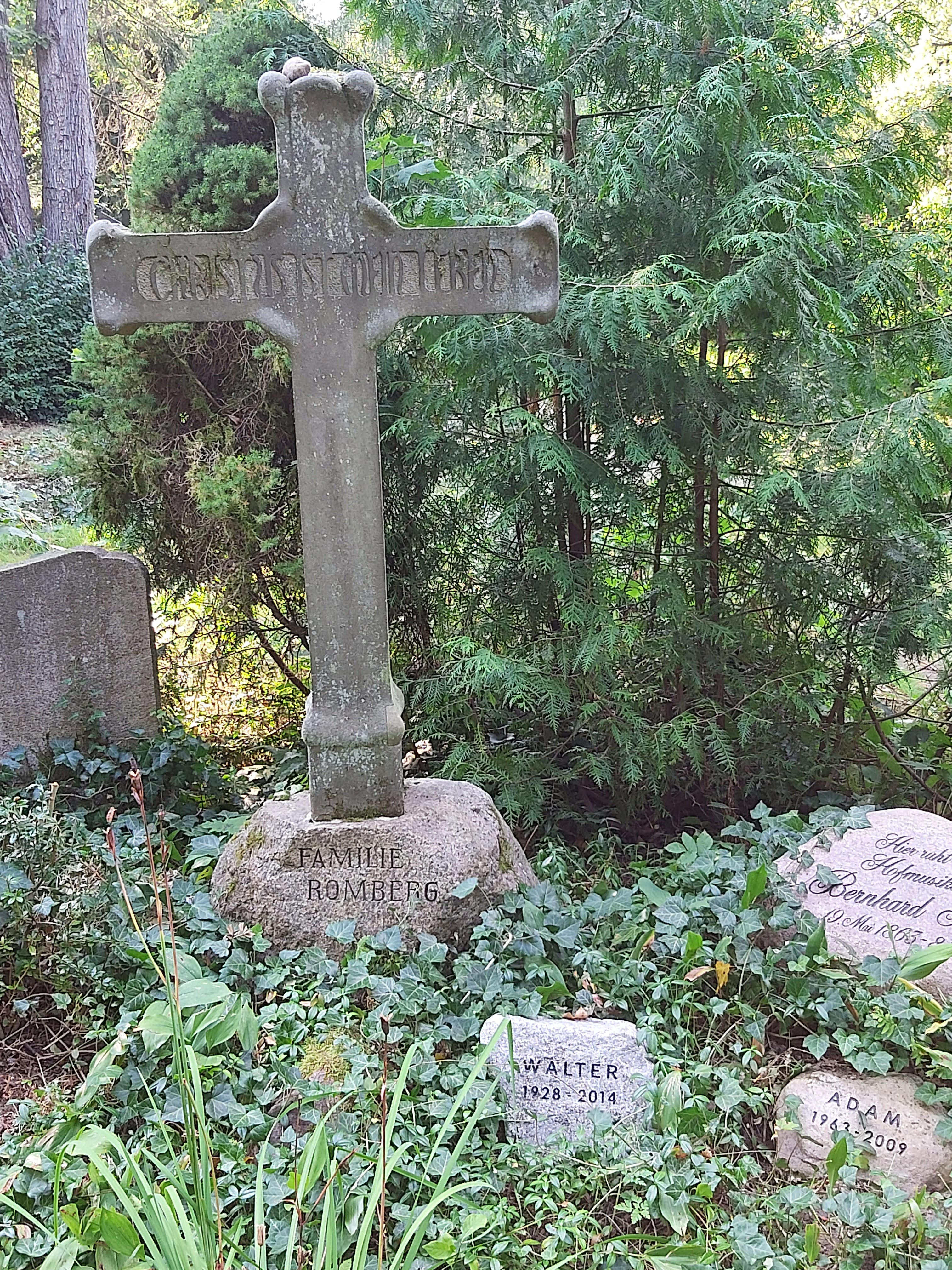
Grab – Alter Friedhof in Schwerin

Am 5. Februar 1990 wurde er als Minister ohne Geschäftsbereich in die von Ministerpräsident Hans Modrow geführte Regierung der DDR berufen. Nach der Volkskammerwahl am 18. März wurde er am 12. April 1990 zum Minister der Finanzen im Kabinett von Ministerpräsident Lothar de Maizière ernannt. Er war einer von fünf Ministern, die ihren Amtseid ohne Gottesbezug leisteten. Als Finanzminister gehörte er auch dem Präsidium des Ministerrates an. In seiner Funktion als Finanzminister war er Leiter der DDR-Delegation bei den Verhandlungen mit der Bundesregierung über die Währungs-, Wirtschafts- und Sozialunion. Am 18. Mai 1990 unterzeichneten Romberg und Bundesfinanzminister Theo Waigel den entsprechenden Staatsvertrag zwischen der DDR und der Bundesrepublik Deutschland.
Im August 1990 wurde Romberg von de Maizière als Finanzminister entlassen. Dies war Anlass für den Austritt der SPD aus der Regierungskoalition am 19. August 1990. Über die Gründe für die Entlassung gibt es unterschiedliche Darstellungen. Der Spiegel schrieb seinerzeit: „Seit Wochen lag der Premier mit seinem Kassenwart im Clinch, weil Romberg ohne Unterlaß – in den Augen des Premiers – neue oder überhöhte Finanzforderungen gen Bonn richtete, die vorhandenen Mittel aber nicht schnell genug an die notleidenden Betriebe oder Kommunen weiterleitete. Obendrein wollte der Sozialdemokrat das Verhandlungskonzept de Maizières für den Einigungsvertrag nicht akzeptieren, weil die vorgesehene Finanzausstattung die DDR-Länder im vereinten Deutschland ‚auf Jahre hinaus wirtschaftlich und politisch zweitklassig‘ mache.“
1991 wurde er als Beobachter aus dem früheren Gebiet der Deutschen Demokratischen Republik ins Europäische Parlament entsandt. Nach dem Rückzug aus der aktiven Politik 1994 war er unter anderem als Berater der Gesellschaft für Technische Zusammenarbeit bei einem Projekt in Kasachstan tätig.
Walter Romberg war Mitglied der Evangelischen Forschungsakademie.